# Tatiana Kalmikova
Tatiana Vasilievna Kalmikova (Татьяна Васильевна Калмыкова, 10 de enero de 1990) es una atleta rusa especializada en marcha atlética.
En el año 2008 participó en la Copa del Mundo de Marcha Atlética, celebrada en la ciudad rusa de Cheboksary, ocupando la primera posición en los 10 km.
Su única participación en unos Juegos Olímpicos, en los de Pekín 2008 se saldó con una descalificación.
| Mejores marcas personales | Mejores marcas personales | Mejores marcas personales | Mejores marcas personales |
| Distancia                 | Tiempo                    | Lugar                     | Fecha                     |
| ------------------------- | ------------------------- | ------------------------- | ------------------------- |
| 5.000 m.                  | 20:28.05                  | Ostrava, República Checa  | 12 de julio de 2007       |
| 10.000 m.                 | 45:56:34                  | Tula, Rusia               | 26 de junio de 2005       |
| 10 km.                    | 42:29                     | Ádler, Rusia              | 23 de febrero de 2008     |
| 20.000 m.                 | 1h:39:59.0                | Penza, Rusia              | 16 de mayo de 2010        |
| 20 km.                    | 1h:26:34                  | Saransk, Rusia            | 8 de junio de 2008        |